# Jüdischer Friedhof (Aschendorf)

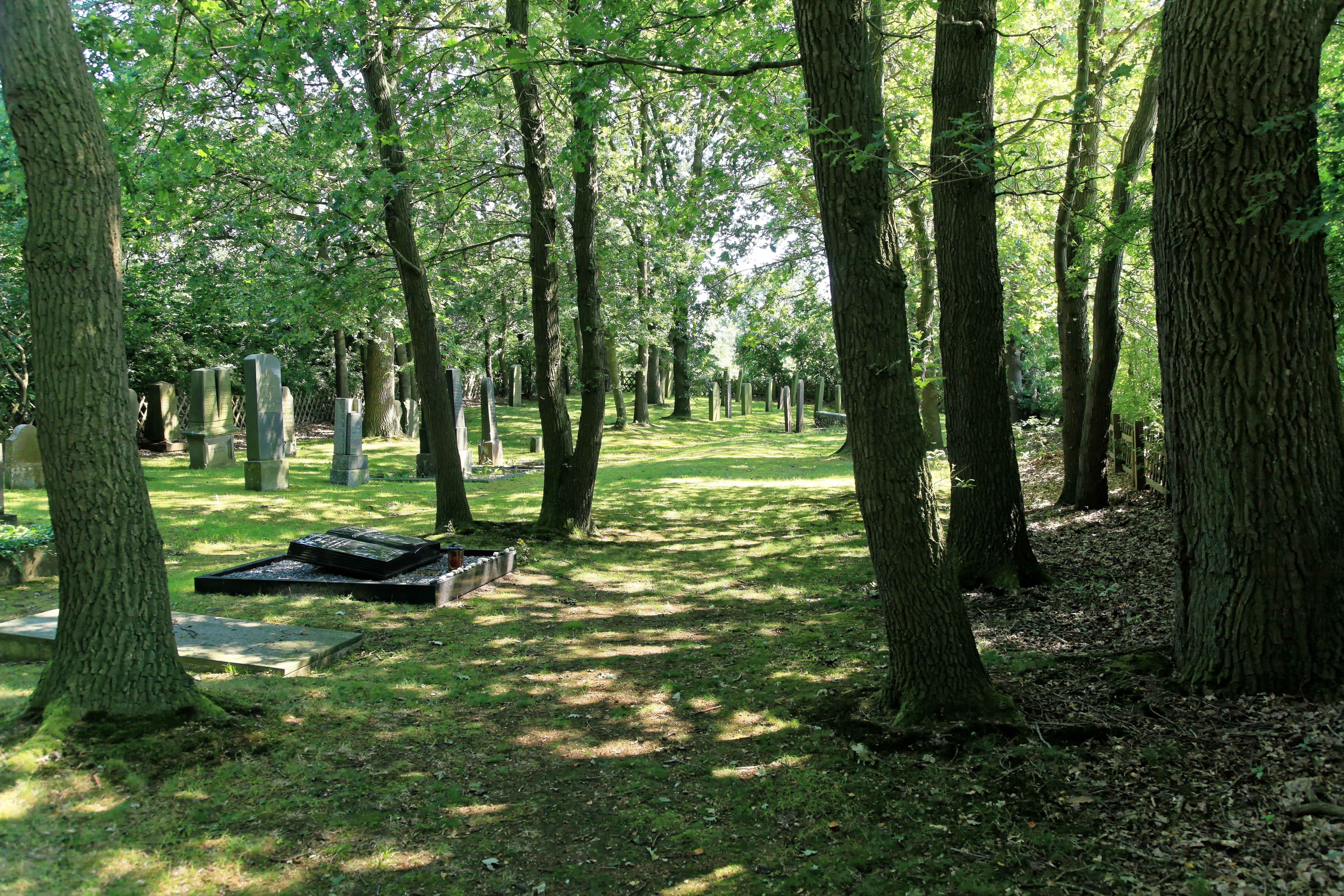
Der jüdische Friedhof an der Straße von Aschendorf nach Tunxdorf

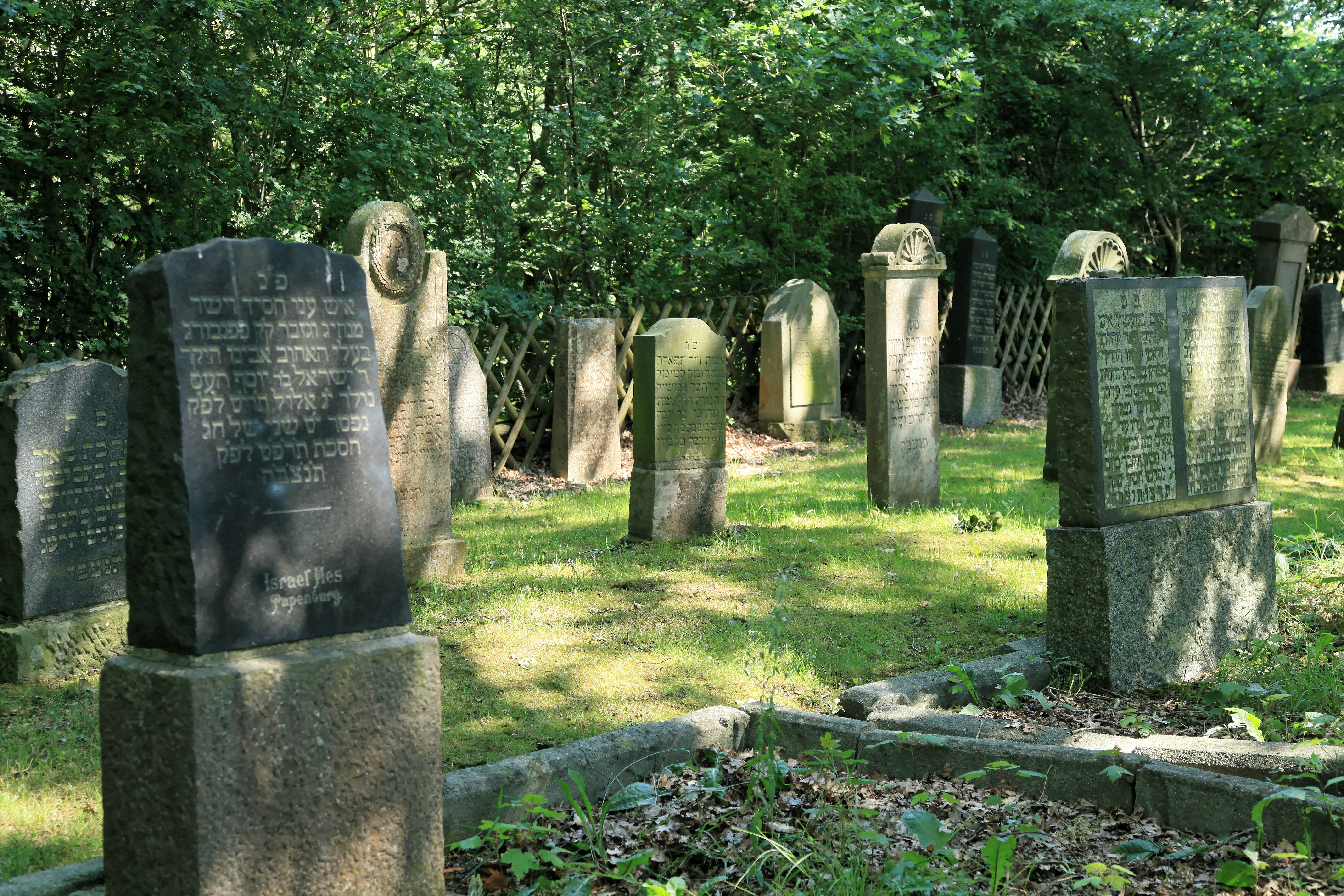
Alte Grabsteine im jüdischen Friedhof

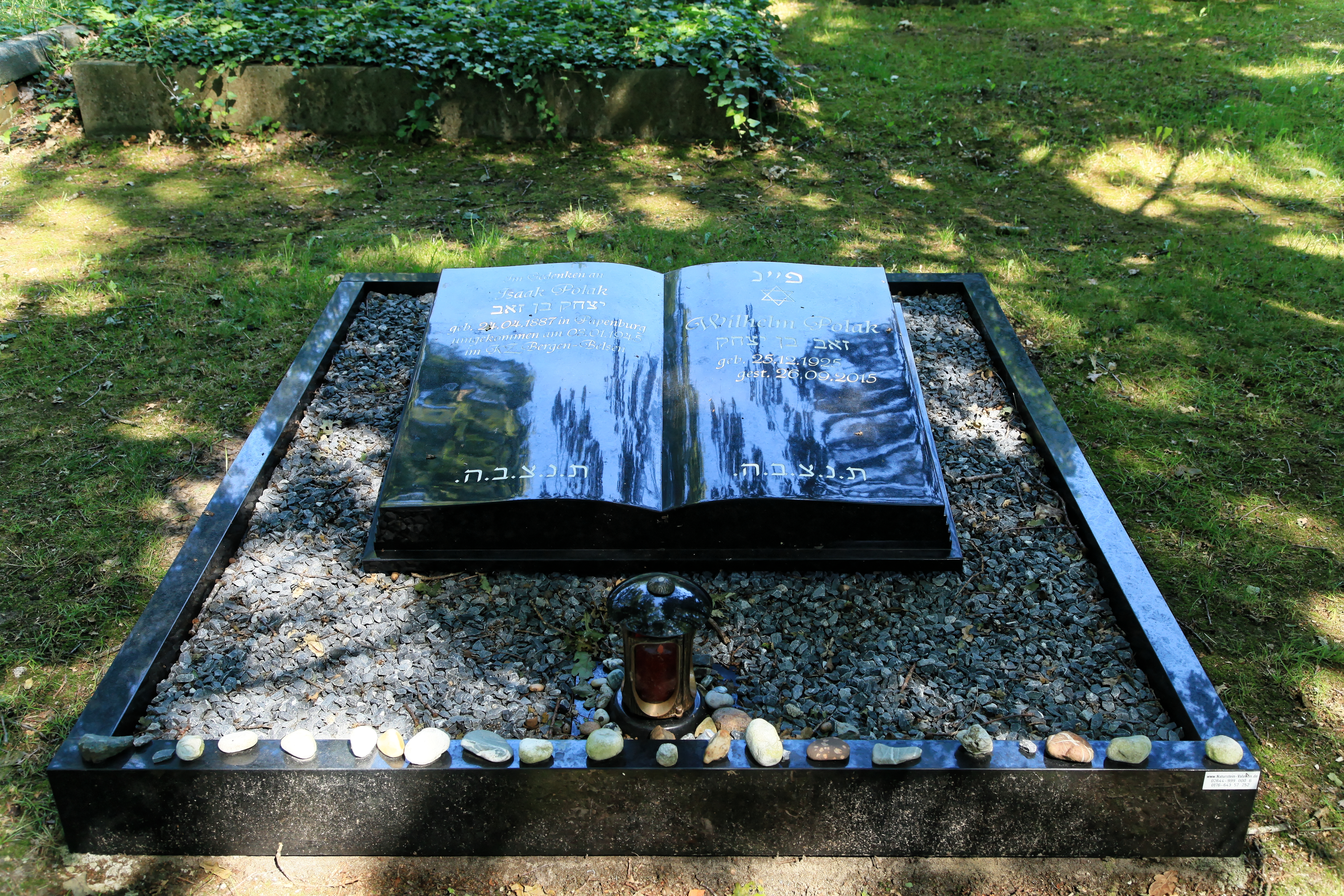
Neuer Grabstein (2015) im jüdischen Friedhof

Der Jüdische Friedhof in Aschendorf, einem Ortsteil der Stadt Papenburg im niedersächsischen Landkreis Emsland, ist ein geschütztes Kulturdenkmal.

## Beschreibung
Auf dem 2555 m² großen Friedhof an der Straße nach Tunxdorf befinden sich 75 Grabsteine. 

## Geschichte
Der Friedhof, der mindestens seit 1748 bestand, wurde von 1805 bis 1937 belegt.
Ab 1954 war er im Besitz des Jewish Trust Corporation (JTC) und seit 1959 befindet er sich im Besitz des Landesverbandes der Jüdischen Gemeinden von Niedersachsen. Für die Friedhofspflege war ab 1959 eine Gärtnerei und ist seit 1982 das Garten- und Friedhofsamt Papenburg zuständig.
Seit Beginn des 20. Jahrhunderts fanden immer wieder Zerstörungen auf dem Friedhof statt: In den Jahren 1912, 1928, 1929 und in der NS-Zeit wurden Grabsteine beschädigt. Auch nach dem Zweiten Weltkrieg wurde er geschändet, und zwar 1949, 1953, 1955 und 1971. Instandsetzungen erfolgten in den Jahren 1951/1952, 1958, 1978, 1987 und 1989.